# Доходный дом Воронцовой — Евдокимова — Шориной
Доходный дом И. И. Воронцовой — И. Г. Евдокимова — З. И. Шориной  — исторический доходный дом в Москве, занимает по улице Кузнецкий Мост весь квартал от Петровки до Неглинной. В размещавшейся в здании гостинице останавливались известные деятели русской культуры. Здесь размещались книжный магазин издательства «Посредник» И. Д. Сытина и издательство «Московский рабочий». Здание является объектом культурного наследия регионального значения.

## История
Участок, занимающий со стороны Кузнецкого Моста весь квартал между улицами Петровка и Неглинная, в середине XVIII века принадлежал М. А. Долгоруковой, дочери думного дворянина, воеводы курского и нежинского А. Я. Хитрово. Затем владение перешло И. И. Воронцову, а после к его сыну. Для формирования обширной усадьбы по обоим берегам реки Воронцовыми было скуплено более 40 участков, проведены работы по осушению и выравниванию низин.

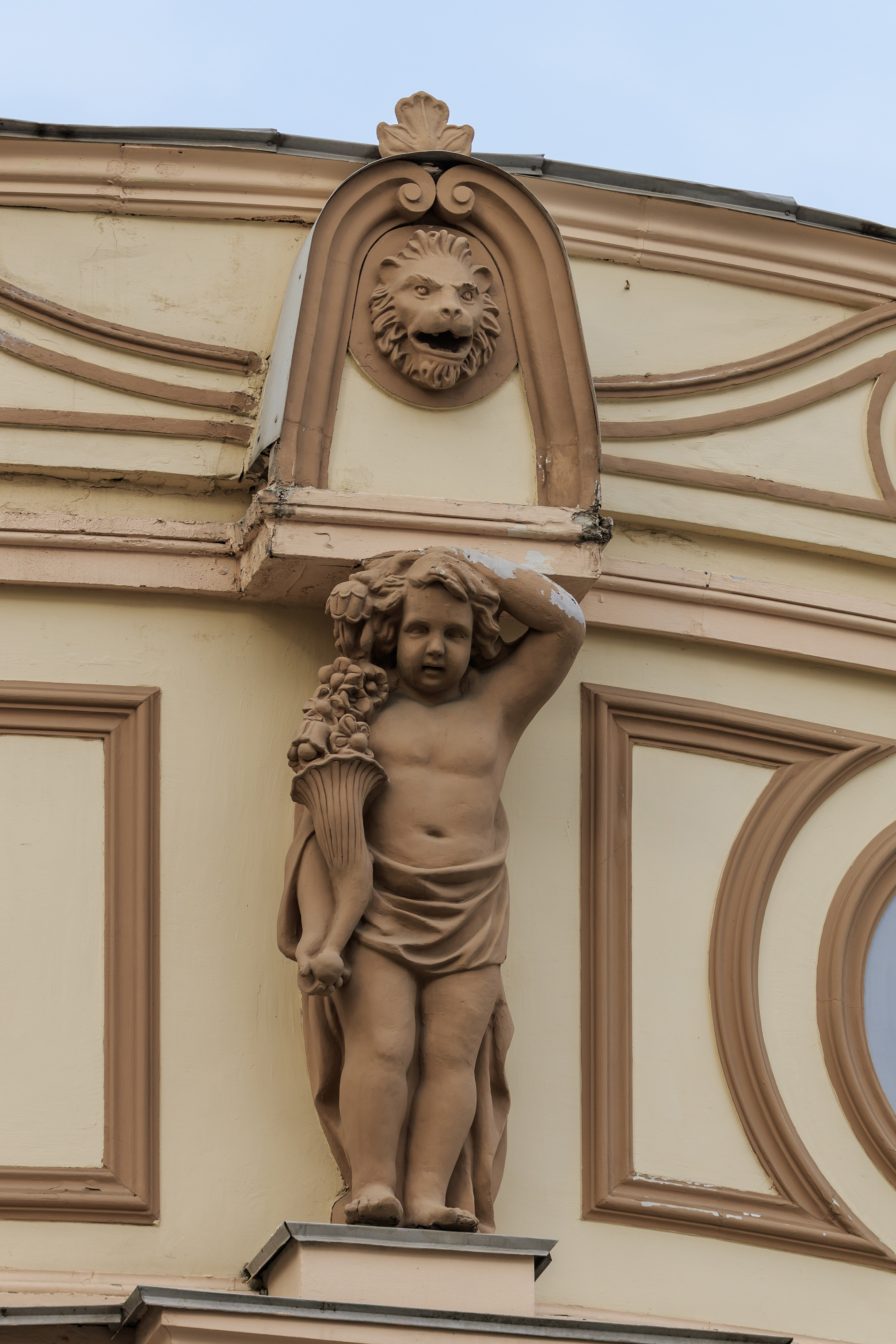
Скульптура на фасаде

В конце XVIII века на северном основании Кузнецкого моста было построено каменное двухэтажное здание, принадлежавшее сначала Дюкло, а затем семье купца Столбкова. Перед домом была устроена высокая терраса, предохранявшая от разливов реки. В это время дом был одним из самых крупных на улице. С начала существования дом имел сугубо коммерческое назначение: здесь размещалась гостиница, менявшая с течением времени свои названия: «Лейпциг», «Шора», «Россия», «Франция». В гостинице Ж.-Б. Мореля «Лейпциг», которая славилась поварским искусством повара Шовеня, останавливались итальянские оперные артисты, писатель Л. Н. Толстой, композиторы А. К. Глазунов и М. А. Балакирев, декабрист П. А. Голицын. К середине XIX века была разобрана основная часть террасы — от неё оставались лишь обособленные крыльца магазинов. Затем и они были разобраны, а уровень нижнего этажа опущен. Изначально украшавшая фасад дома колоннада была сломана в ходе одной из реконструкций в XIX веке.
Помимо гостиниц в здании арендовали помещения многочисленные магазины: книжные Е. Наливкиной и Готье, эстампов Биргера, художественный магазин Б. Аванцио, «Т. Э. Т. А. Американский дом бриллиантов», магазин Павла Буре, модные магазины Лямина, Шарпатье, Годон, Рисс, «А-ла Тоалет», «Парижский магазин» и другие. В магазине Аванцио Ф. Шаляпин и С. Мамонтов обнаружили гравюру немецкого художника В. Каульбаха «Мефистофель», которая помогла Шаляпину в поисках образа исполняемой роли и с которой был пошит костюм Мефистофеля. Находившуюся здесь парикмахерскую «Теодор» часто посещал А. П. Чехов. С 1880-х годов до апреля 1901 года в здании размещался книжный магазин издательства «Посредник» И. Д. Сытина, в котором можно было приобрести книги по доступным ценам и издаваемый им журнал «Вокруг света».
В годы НЭПа здесь открылось издательство «Московский рабочий», выпускавшее газету «Пионерская правда», журналы «Барабан», «Октябрь», «Роман-газета». Несколько лет ответственным секретарём издательства работал Ф. Ф. Раскольников. Осенью 1927 года начинающий писатель М. А. Шолохов сдал в редакцию «Октября» рукопись романа «Тихий Дон», после чего журнал начал публиковать по частям первые две книги эпопеи. Торговое предназначение дома сохранялось и после революции: здесь находился «Образцовый магазин кулинарных изделий и полуфабрикатов», обувной магазин; бывшие помещения парикмахерской «Теодор» занял книжный магазин «Красная Москва», а в магазине Лямина разместилась сначала Ленинградодежда, а затем Торгсин. В 1920-х годах в доме работал магазин «Новая Москва», который посещали В. Маяковский, А. Новиков-Прибой, М. Булгаков, Мате Залка, И. Уткин и другие литераторы. В 1930-х годах часть дома занимали квартиры — здесь жил артист балета, балетмейстер А. М. Монахов. Несколько лет на первом этаже находилось кафе «Дружба», залы которого были оформлены в технике сграффито по эскизам художников А. Васнецова и В. Эльконина. В 1980-х годах в доме находились магазин «Товары для женщин» и пирожковая, которая, согласно исследованиям историка Москвы Ю. А. Федосюка, работала здесь с 1821 года.
Здание, формирующее облик всего квартала, имеет симметричный фасад, центральная и боковые части которого оформлены высокими аттиками с обильной лепниной и фигурками младенцев-путти, которые поддерживают антаблемент и стоят над пилястрами коринфского ордера, оформляющими второй этаж. Фасад дома неоднократно изменялся: после пожара 1812 года; в 1881 году по проекту А. Е. Вебера; в 1893 году — архитекторами С. В. Дмитриевым и В. П. Гавриловым; в 1903 году — М. К. Геппенером и И. А. Ивановым-Шицем; в 1914—1916 годах — по проекту архитектора Л. А. Веснина и гражданского инженера С. И. Титова. В настоящее время в здании размещаются многочисленные магазины и бутики (Lanvin, Diane von Furstenberg, Karen Millen, Paul & Shark), рестораны А. Новикова «Vogue cafe», «Чердак» и «Mr. Lee». Здание доходного дома отнесено к категории объектов культурного наследия регионального значения. Находящиеся под землёй вдоль здания конструкции Кузнецкого моста являются объектом культурного наследия федерального значения.

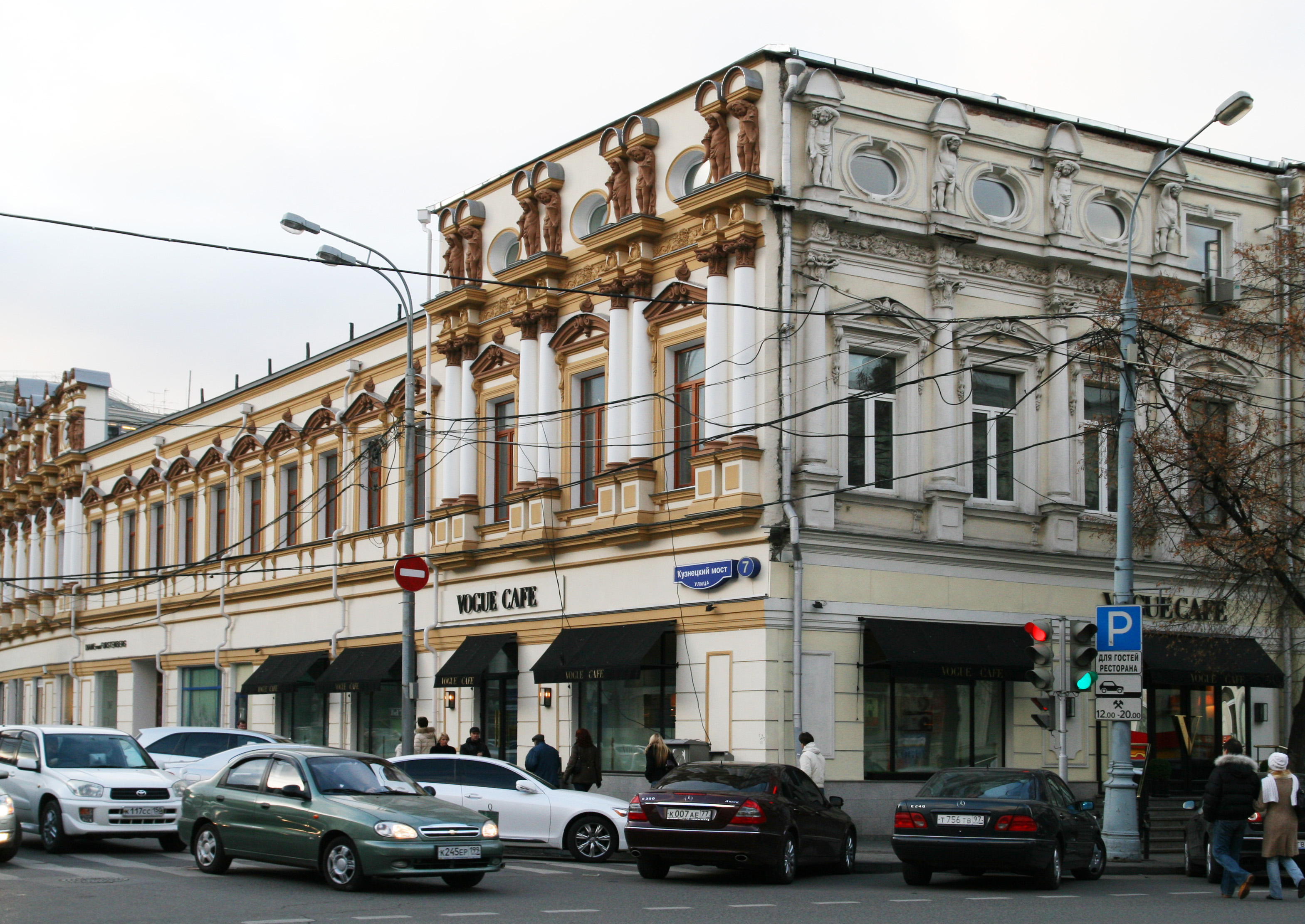
Угловая с Неглинной улицей часть здания
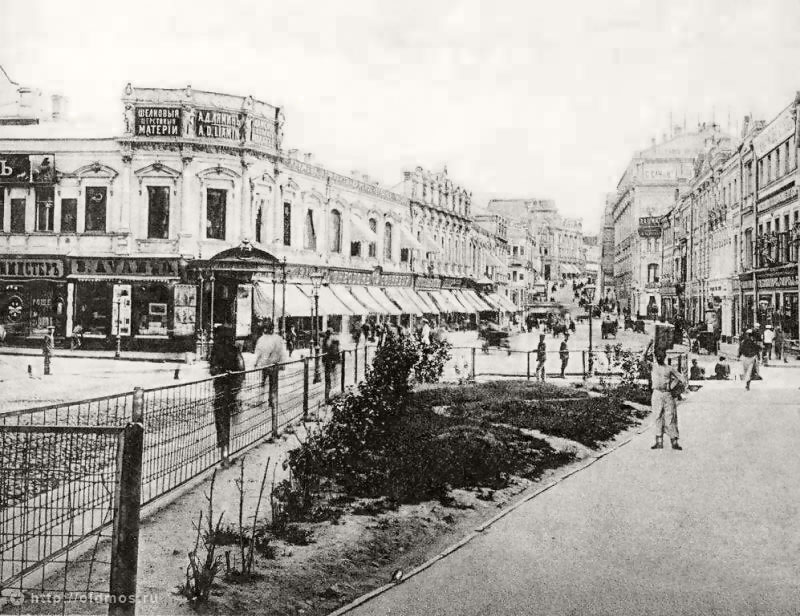
Здание в 1903 г.
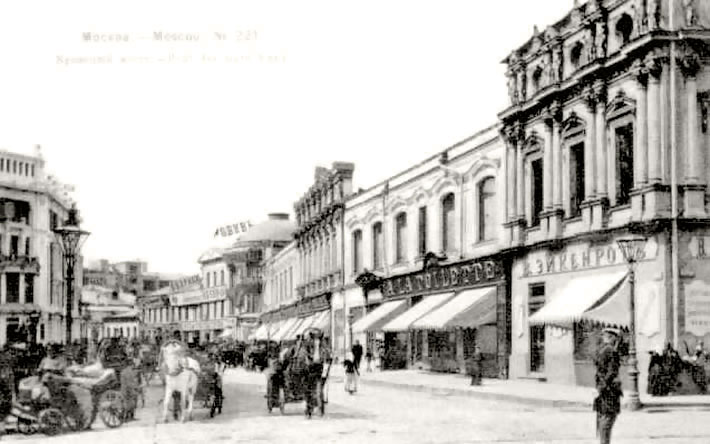
Вид со стороны Неглинной улицы, справа дом № 7/6/9, конец XIX в.